# Corella minuta
Corella minuta är en sjöpungsart som beskrevs av Traustedt 1882. Corella minuta ingår i släktet Corella och familjen högermagade sjöpungar. Inga underarter finns listade i Catalogue of Life.